# Dombeyasläktet
Dombeyasläktet (Dombeya) är ett stort växtsläkte familjen malvaväxter med cirka 350 arter som förekommer i huvudsak i Afrika och på Madagaskar. En art, dombeya (D. wallichii), odlas som krukväxt i Sverige. Flera arter odlas också som trädgårdsväxter i varma länder och har naturliserats på många håll.

## Bildgalleri

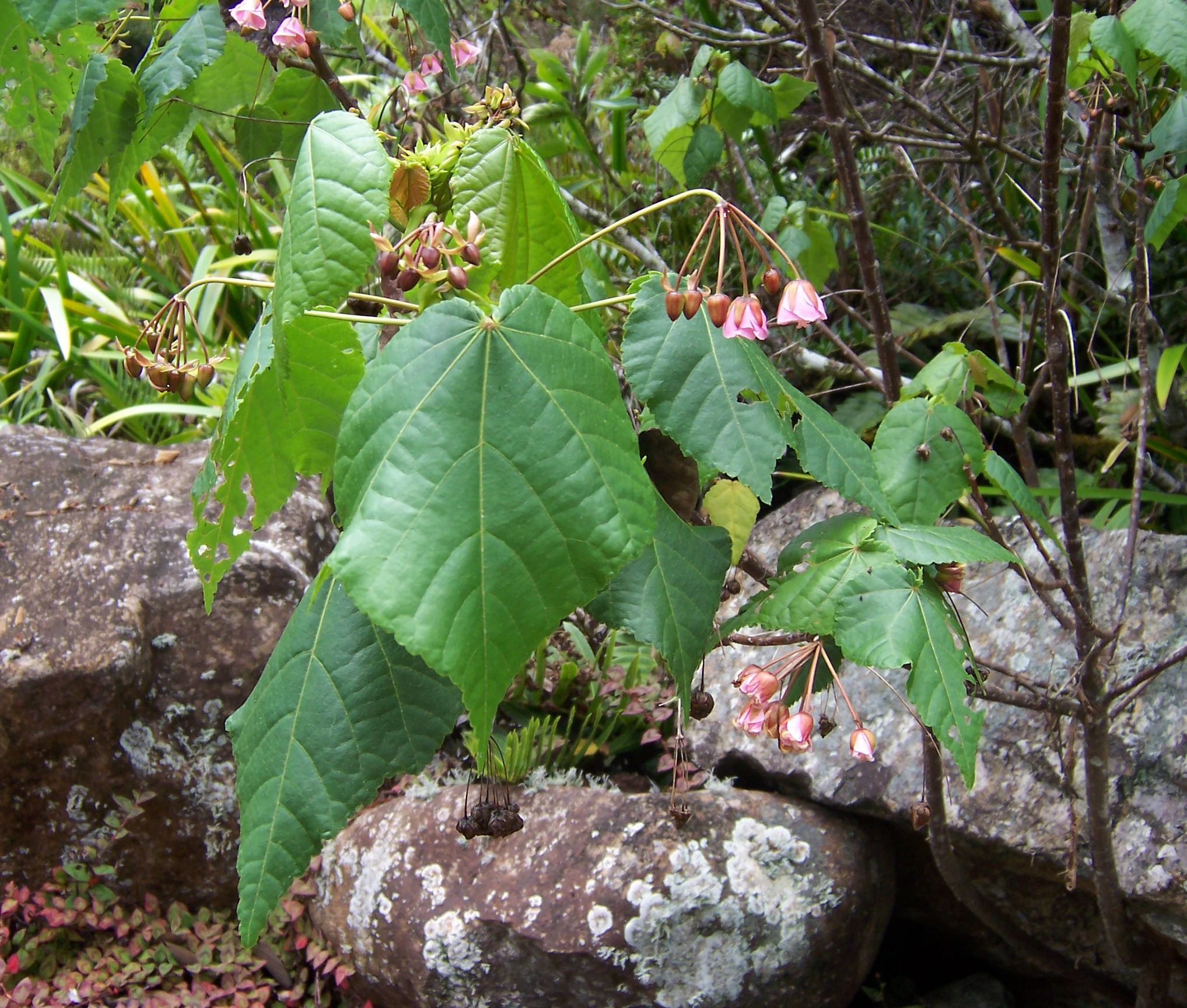
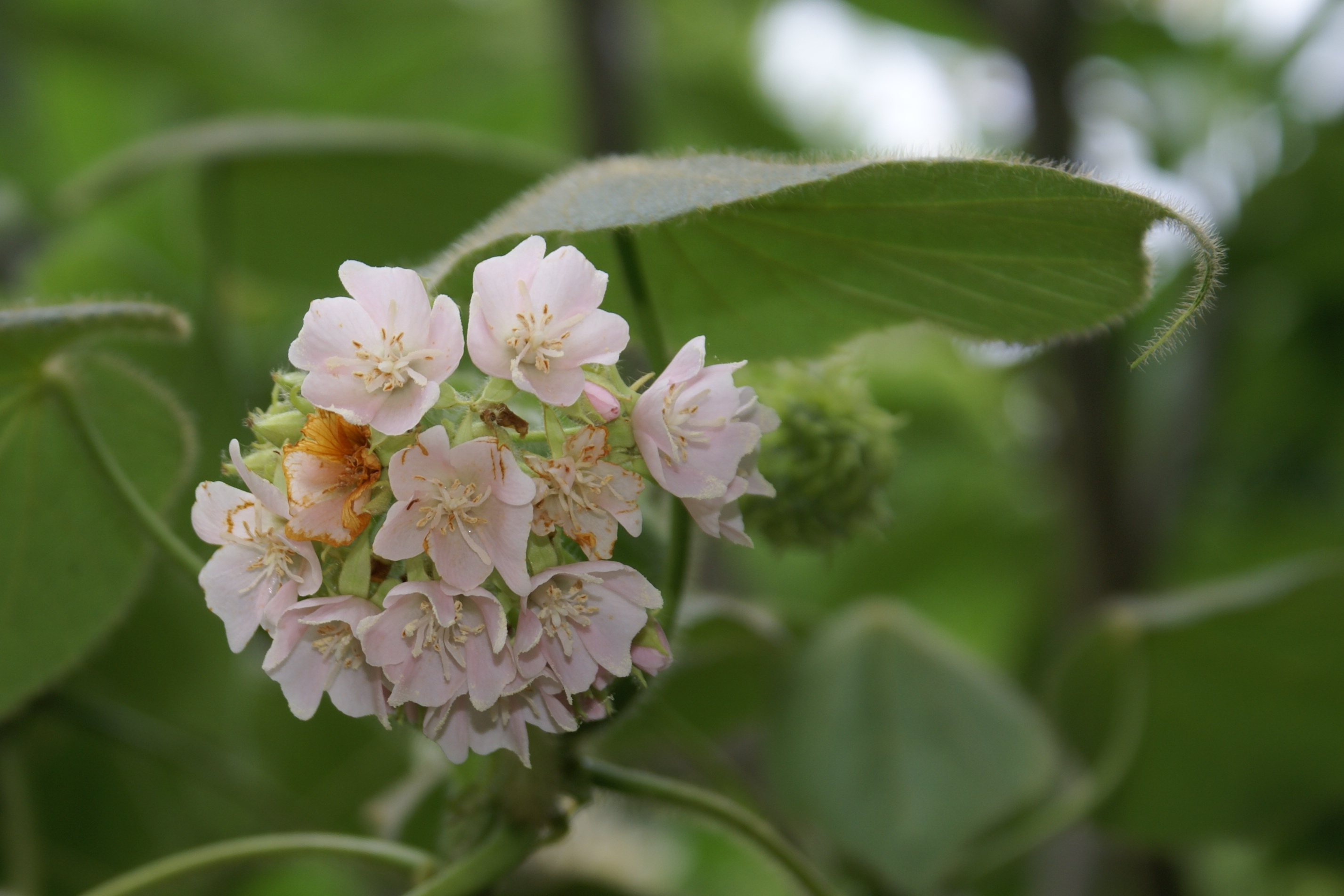
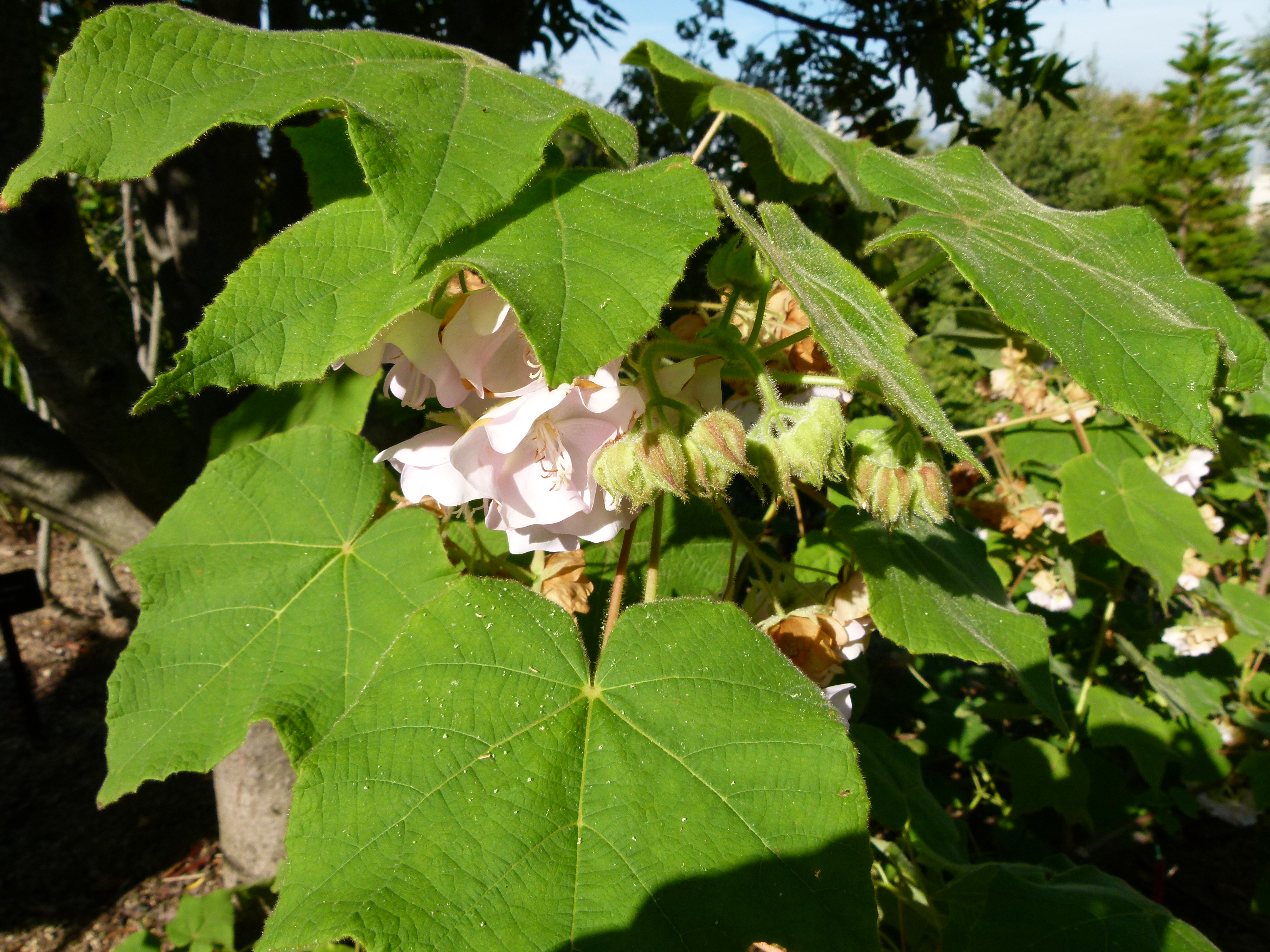

## Dottertaxa tillDombeya, i alfabetisk ordning[1]
- Dombeya acerifolia
- Dombeya acuminatissima
- Dombeya acutangula
- Dombeya aethiopica
- Dombeya albisquama
- Dombeya albotomentosa
- Dombeya alleizettei
- Dombeya amaniensis
- Dombeya ambalabeensis
- Dombeya ambatosoratrensis
- Dombeya ambohitrensis
- Dombeya ambongensis
- Dombeya ameliae
- Dombeya anakaensis
- Dombeya analavelonae
- Dombeya andapensis
- Dombeya andrahomanensis
- Dombeya ankaratrensis
- Dombeya ankazobeensis
- Dombeya antsianakensis
- Dombeya apikyensis
- Dombeya aquifoliopsis
- Dombeya asymmetrica
- Dombeya australis
- Dombeya autumnalis
- Dombeya baronii
- Dombeya bathiei
- Dombeya befotakensis
- Dombeya bemarivensis
- Dombeya biumbellata
- Dombeya blattiolens
- Dombeya borraginopsis
- Dombeya breonii
- Dombeya brevistyla
- Dombeya buettneri
- Dombeya burgessiae
- Dombeya cacuminum
- Dombeya cannabina
- Dombeya capuroniana
- Dombeya capuronii
- Dombeya catatii
- Dombeya ciliata
- Dombeya condensata
- Dombeya coria
- Dombeya coriopsis
- Dombeya costulatinervia
- Dombeya cymosa
- Dombeya danguyi
- Dombeya decanthera
- Dombeya decaryana
- Dombeya decaryi
- Dombeya delislei
- Dombeya dichotoma
- Dombeya dichotomopsis
- Dombeya digyna
- Dombeya digynopsis
- Dombeya divaricata
- Dombeya dolichophylla
- Dombeya dufournetii
- Dombeya elegans
- Dombeya elliptica
- Dombeya erythroclada
- Dombeya farafanganica
- Dombeya ferruginea
- Dombeya ficulnea
- Dombeya flabellifolia
- Dombeya floribunda
- Dombeya formosa
- Dombeya gautieri
- Dombeya glabripes
- Dombeya glandulosissima
- Dombeya glechomifolia
- Dombeya gracilicyma
- Dombeya greveana
- Dombeya hafodahy
- Dombeya hafotsy
- Dombeya halapo
- Dombeya heimii
- Dombeya hildebrandtii
- Dombeya hilsenbergii
- Dombeya hirsuta
- Dombeya hispidicyma
- Dombeya humbertiana
- Dombeya ianthotricha
- Dombeya ivohibeensis
- Dombeya kefaensis
- Dombeya kirkii
- Dombeya laevissima
- Dombeya lastii
- Dombeya latipetala
- Dombeya laurifolia
- Dombeya lavasoensis
- Dombeya leachii
- Dombeya leandrii
- Dombeya lecomtei
- Dombeya lecomteopsis
- Dombeya ledermannii
- Dombeya lokohensis
- Dombeya longebracteolata
- Dombeya longicuspidata
- Dombeya longicuspis
- Dombeya longifolia
- Dombeya longipedicellata
- Dombeya longipes
- Dombeya longistipula
- Dombeya lucida
- Dombeya macropoda
- Dombeya magnifolia
- Dombeya mananarensis
- Dombeya mandenensis
- Dombeya mandrakensis
- Dombeya mangorensis
- Dombeya manongarivensis
- Dombeya marivorahonensis
- Dombeya marojejyensis
- Dombeya mauritiana
- Dombeya megaphyllopsis
- Dombeya menalohensis
- Dombeya merika
- Dombeya midongyensis
- Dombeya modesta
- Dombeya modestiformis
- Dombeya mollis
- Dombeya montana
- Dombeya oblongifolia
- Dombeya oblongipetala
- Dombeya obovalis
- Dombeya oligantha
- Dombeya palmatisecta
- Dombeya parvipetala
- Dombeya pentagonalis
- Dombeya perrieri
- Dombeya pierrei
- Dombeya pilosa
- Dombeya platanifolia
- Dombeya ploocarpa
- Dombeya polyphylla
- Dombeya populnea
- Dombeya pubescens
- Dombeya pulchra
- Dombeya punctata
- Dombeya punctatopsis
- Dombeya quinqueseta
- Dombeya ranofotsyensis
- Dombeya rariflora
- Dombeya reclinata
- Dombeya repanda
- Dombeya rienanensis
- Dombeya rodriguesiana
- Dombeya rosacea
- Dombeya roseiflora
- Dombeya rottleroides
- Dombeya rotunda
- Dombeya rotundifolia
- Dombeya rubricuspis
- Dombeya sahatavyensis
- Dombeya sakamaliensis
- Dombeya selinala
- Dombeya sely
- Dombeya sevathianii
- Dombeya seyrigiana
- Dombeya shupangae
- Dombeya sofiensis
- Dombeya somanga
- Dombeya spectabilis
- Dombeya stipulacea
- Dombeya suarezensis
- Dombeya subsquamosa
- Dombeya subviscosa
- Dombeya superba
- Dombeya tavia
- Dombeya taylorii
- Dombeya tiliacea
- Dombeya tomentosa
- Dombeya torrida
- Dombeya tremula
- Dombeya tremuliformis
- Dombeya trimorphotricha
- Dombeya triumfettifolia
- Dombeya trohy
- Dombeya tsaratananensis
- Dombeya tsiandrensis
- Dombeya tsiapetrokensis
- Dombeya tubulosoviscosa
- Dombeya tulearensis
- Dombeya umbellata
- Dombeya urenoides
- Dombeya urschiana
- Dombeya wallichii
- Dombeya valou
- Dombeya venosa
- Dombeya viburniflora
- Dombeya viburnifloropsis
- Dombeya wittei
- Dombeya xiphosepala
- Dombeya xiphosepalopsis